# 이정훈 (축구 선수)
이정훈(1995년 7월 13일 ~ )는 대한민국의 축구 선수이며 포지션은 미드필더이다.